# 星野貴代子
星野 貴代子（ほしの きよこ、1973年10月5日 - ）は、日本の元アイドルである。東京都出身。
1992年（平成4年）1月、女性3人によるセクシー・グループ、「みるく」の一員としてデビュー。同グループは、バラエティ出演CDデビューなどそれなりの活躍を見せるも、1995年（平成7年）に解散。その後「ほしの きよこ」、「星野 真理子」と順次改名、グラビアページやVシネマに出演するものの、本格的な芸能活動からは遠ざかることとなった。